# Надежка (Кизилжарський район)
Наде́жка (каз. Надежка) — село у складі Кизилжарського району Північноказахстанської області Казахстану. Входить до складу Куйбишевського сільського округу.
Населення — 316 осіб (2021; 433 у 2009, 555 у 1999, 644 у 1989).
Національний склад станом на 1989 рік:
- росіяни — 100 %.